# Afghaniet
Afghaniet (Afghanit of Afghanita) (Na, Ca, K)8(Si, Al)12O24(SO4,Cl, CO3)3·H2O is een mineraal van natrium, calcium, kalium, silicium, aluminium, zuurstof, zwavel, chloor, koolstof en waterstof. Het is genoemd naar Afghanistan. De hardheid op de schaal van Mohs is 5,5 tot 6.
De elementen Natrium en Kalium zijn daarbij uitwisselbaar, maar staan altijd in dezelfde mengverhouding tot de andere bestanddelen van het mineraal. Chemisch gezien is afghaniet daarmee een natrium-kalium-calcium-aluminosilicaat met chloor- en sulfaat- ([SO4]2−) ionen. Het behoort tot de tectosilicaten.
Afghaniet is doorzichtig en vormt kristallen met glasachtige glans, ook komt het voor in de vorm van afgerond kristalliet. De kleur varieert tussen licht- en donkerblauw, in dunne schijfjes is het kleurloos; de streepkleur is wit. 

## Etymologie en geschiedenis
Afghaniet werd voor het eerst ontdekt in de Lapis lazuli-Lagerstätte Ladjuar Medam nabij Sar-e-Sang in Afghanistan. Deze Ladjuar Medam-afzettingen waren al in de oudheid bekend. In 1968 werd dit mineraal door Pierre Bariand, Fabien Cesbron en Roger Giraud beschreven. Zij noemden het mineraal naar het land waar het werd gevonden.

## Klassificatie
De vanaf 2001 geldende en door de International Mineralogical Association (IMA) gebruikte Classificatie van Strunz deelt Afghaniet in bij de groep tectosilicaten zonder zeolithisch water. Daar is het geplaatst in de onderafdeling „tectosilicaten met extra ionen“ samen met alloriet, balliranoiet, biachellaiet en andere, in de „Cancrinitgroep“ met systeem-nr. 9.FB.05.
Ook de classificatie volgens Dana deelt Afghaniet in bij de klasse „Silikaten en Germanaten“ en daar bij de groep „Tectosilicaten: Al-Si-Gitter“, met systeemnummer 76.02.05.

## Vorming en vindplaatsen

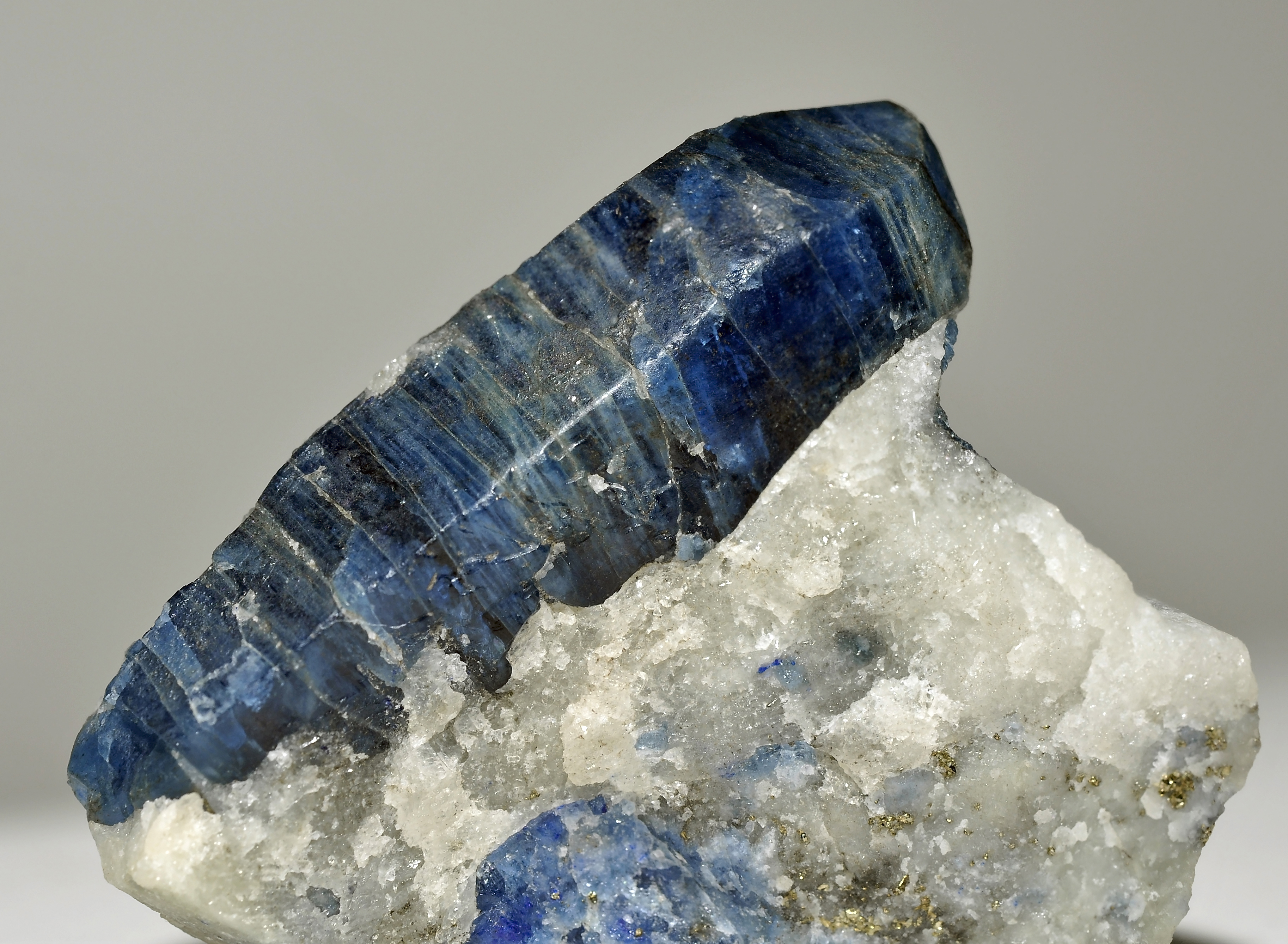
Afghanietkristal op Calciet uit Sar-e-Sang, Afghanistan (grootte: 35 mm)

Op de typelocatie Sar-e-Sang werd het gevonden in de vorm van dunne aders in het eveneens daar ontdekte lazuriet. Andere mineralen die daar voorkomen, zijn calciet, diopsied, nefelien, olivijn, flogopiet, pyriet, sodaliet en vesuvianiet.
Als zeldzame mineraalvorm kon afghaniet slechts op een twintigtal plaatsen worden gevonden. In Europa is het gevonden bij Ettringen in de Eifel; bij de Monte Somma, Pitigliano en op meerdere plaatsen in de provincies Rome en Viterbo in Italië. Elders ter wereld in Kimmirut op het Baffineiland in Canada; in het Malaja-Bistraja-rivierdal bij Sljoedjanka bij het Baikalmeer in Rusland; de Lasuritgroeve aan de rivier Lyadzjvardara in het Pamirgebergte in Tadzjikistan en in de „Edwards Mine“ bij Edwards in St. Lawrence County (New York) in de Verenigde Staten.